# Pocosin

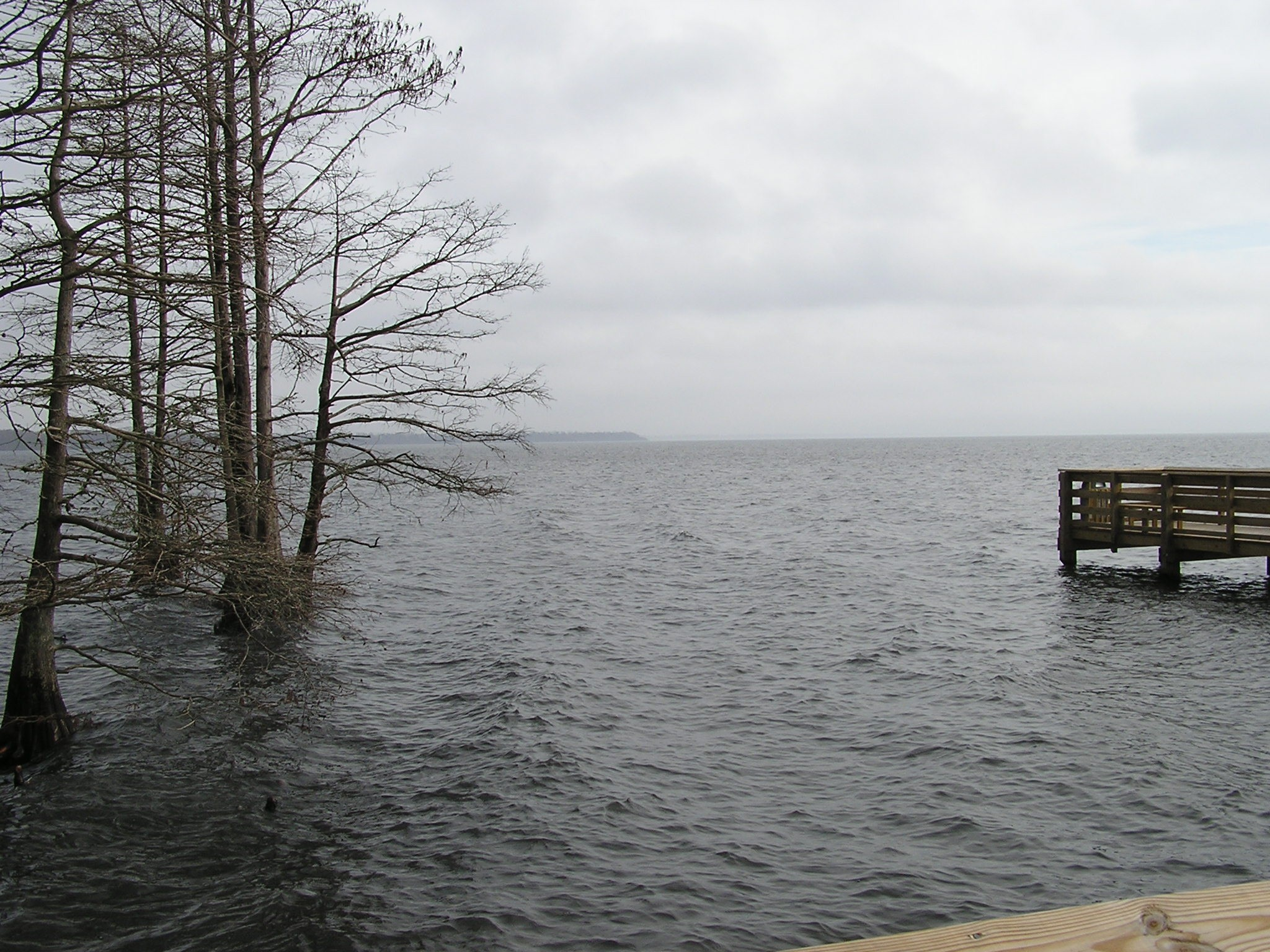
Phelpsmeer

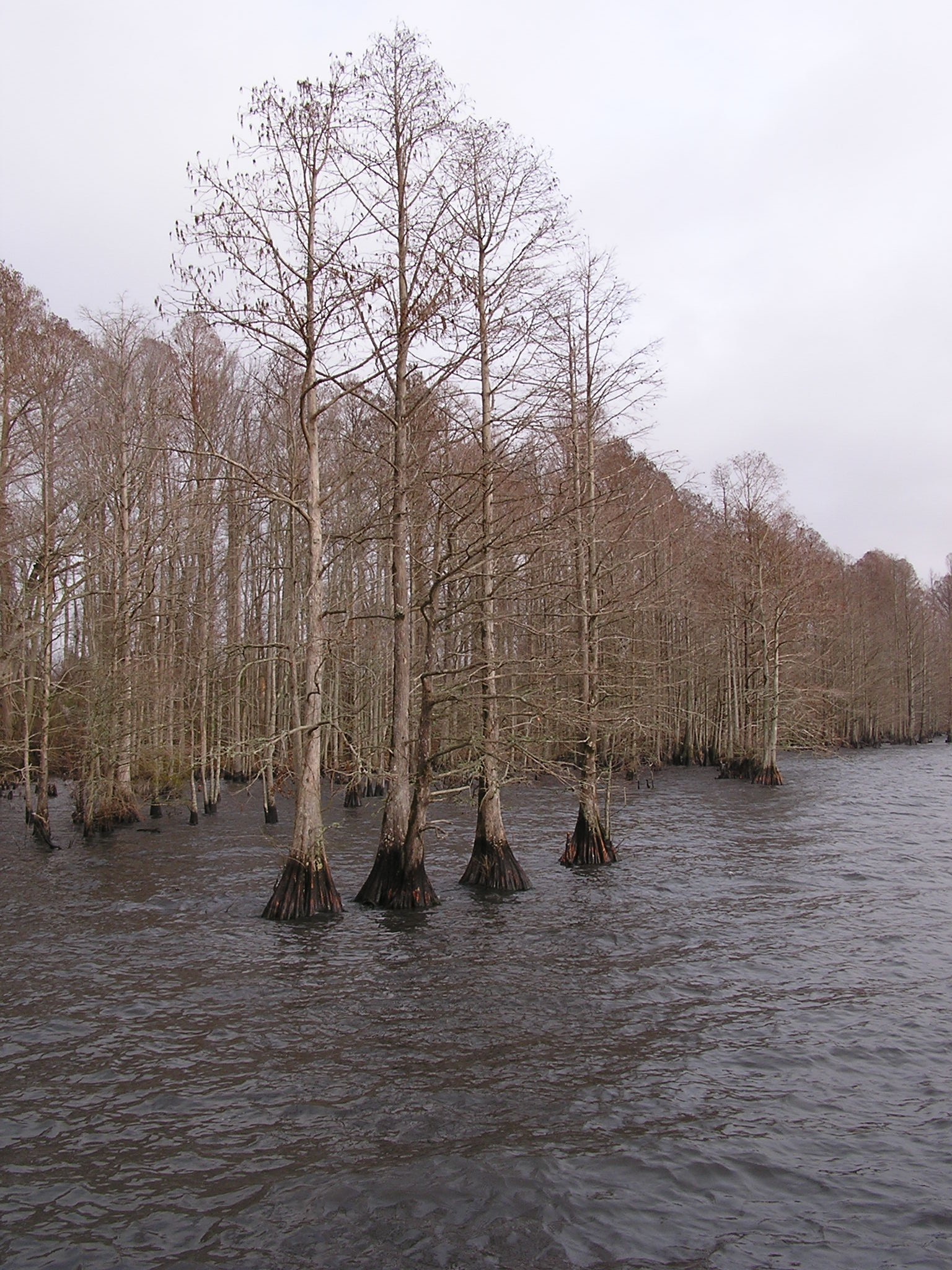
moerascipressen

Het woord Pocosin stamt uit de taal van de Algonkin-indianen en betekent zoiets als veenmoeras op een heuvel. Het is een vorm van hoogveen.
Vooral in het oosten van de Amerikaanse staat Noord-Carolina in county's zoals Dare, Tyrell en Hyde komt deze landschapsvorm voor. Het is een veenmoeras dat ingeklemd is tussen zandige verhogingen. Het wordt gevoed door regenwater en watert langzaam zijdelings af.
De begroeiing is van nature dicht struikgewas, voornamelijk bestaande uit altijdgroene bomen en struiken. Typische soorten zijn de loblolly laurier en de moerascipres. Hoewel de laatste een naaldboom is verliest hij net als de lariks 's winters zijn naalden.
De drassige pocosingebieden van oostelijk Noord-Carolina vertegenwoordigen een belangrijke natuurwaarde. Er leven veel diersoorten waaronder de zwarte beer en de onlangs weer in vrije wildbaan gebrachte rode wolf. Zowel de sneeuwgans als de fluit- of toendrazwaan overwinteren er en 's zomers zijn er veel soorten Amerikaanse zangers (Parulidae). 
Er zijn in het gebied een aantal natuurlijke meren zoals het Phelpsmeer en het Mattamuskeetmeer. Het water in deze meren is vrij zuur en donker van kleur door de aanwezige looizuren, zoals dat ook in veengebieden in Nederland het geval is. In tegenstelling tot Nederland kent het gebied weinig bedijking en overstromingen zijn vooral als het getroffen wordt door een orkaan heel gebruikelijk. Aan de zoom van de pocosingebieden treft men dan ook vaak zoutwatermoerassen aan.
Het Mattamuskeetmeer is ooit in navolging van de Haarlemmermeer drooggelegd en een tijdlang gebruikt voor de teelt van zoete aardappelen. Hoewel het gemaal er nog staat, is in de jaren 1930 het gebied weer in zijn natuurlijke staat teruggebracht omdat de overheid het onderhoud te kostbaar vond. Het dorpje Holland werd daarbij aan het water prijsgegeven.